# Darwinfinkar
Darwinfinkar kallas traditionellt en grupp med knappt 20-tal arter av tättingar som nästan enbart förekommer på Galápagosöarna. Morfologiskt liknar de finkar och har länge placerats i familjen fältsparvar (Emberizidae), men genetiska studier visar att de istället är finkliknande tangaror i familjen Thraupidae. För att betona släktskapet valde BirdLife Sveriges taxonomikommitté därför att justera namnen på arterna till just tangaror.
De samlades först in av Charles Darwin på Galápagosöarna under hans andra resa med HMS Beagle på 1830-talet. Enbart en art förekommer utanför Galápagosöarna, nämligen på Isla del Coco. Termen darwinfinkar myntades 1936 av  Percy Lowe och blev allmänt känt 1947 genom David Lacks bok Darwin's Finches.
Darwnfinkarna är alla ungefär lika stora och mäter 10–20 cm. Deras fjäderdräkter är matta i färgen. Den största morfologiska skillnaden är storleken och formen på deras näbbar som alla är extremt väl anpassade för olika sorters föda. 

## Arter
De svenska trivialnamnen nedan följer Birdlife Sveriges officiella lista över namn på världens fåglar, medan taxonomin följer International Ornithological Congress.
- Släkte Certhidea
  - Grön drilltangara (Certhidea olivacea)
  - Grå drilltangara (Certhidea fusca)
- Släkte Platyspiza
  - Bladtangara (Platyspiza crassirostris)
- Släkte Pinaroloxias
  - Cocostangara (Pinaroloxias inornata)
- Släkte Camarhynchus – inkluderas av vissa i Geospiza
  - Mangrovetangara (Camarhynchus heliobates)
  - Mellanträdtangara (Camarhynchus pauper)
  - Spettangara (Camarhynchus pallidus)
  - Mindre trädtangara (Camarhynchus parvulus)
  - Större trädtangara (Camarhynchus psittacula)
- Släkte Geospiza
  - Mindre darwintangara (Geospiza fuliginosa)
  - Vassnäbbad tangara (Geospiza difficilis)
  - Genovesatangara (Geospiza acutirostris)
  - Vampyrtangara (Geospiza septentrionalis)
  - Españolatangara (Geospiza conirostris)
  - Större kaktustangara (Geospiza propinqua)
  - Större darwintangara (Geospiza magnirostris)
  - Mindre kaktustangara (Geospiza scandens)
  - Mellandarwintangara (Geospiza fortis)